# Sammelfluss
Mit Sammelfluss wird ein Fluss in Island bezeichnet, der sich aus diversen Quellbächen und Zuflüssen speist. Der Ursprung ist nicht ganz deutlich. Gute Beispiele hierfür sind Flüsse wie die gleichnamigen Flüsse Norðurá in Mýrasýsla und Norðurá in Skagafjörður oder der Markarfljót im Süden Islands.
Der Stand der Niederschläge spiegelt sich sehr direkt in diesen Flüssen, daher können sie bei Sommerregen oder Tauwetter stark anschwellen. Bei Trockenheit hingegen wird ihr Wasserstand schnell niedrig.
Solche Flüsse sind unberechenbar und neigen u. U. zu starken Hochwassern mit 10 - 100facher durchschnittlicher Wassermenge. Dann trübt sich das Wasser gleichzeitig.
Frostwetter lässt Sammelflüsse schnell zufrieren. Wenn das Eis hingegen taut, kann sich ein Hochwasserstand ergeben und die Flüsse gleichzeitig reißend und gefährlich machen.
Die Vegetation reicht wegen der Hochwasser nicht bis zur Wasseroberfläche bei Normalstand.
Dichtes Grundgestein fördert die Bildung solcher Flüsse.